# Николаево (Крым)
Никола́ево (до 1948 года Найдорф; укр. Миколаєве, крымскотат. Naydorf, Найдорф) — исчезнувшее село в Красногвардейском районе Республики Крым, располагавшееся на севере района, в степной части Крыма, в 1,5 км на юго-запад от села Доходное и в 1,8 км на юго-восток от Щербаково.

## История
Впервые в доступных источниках Найдорф встречается в Списке населённых пунктов Крымской АССР по Всесоюзной переписи 17 декабря 1926 года, согласно которому в селе Нейдорф, Чолбасского сельсовета Джанкойского района, числилось 19 дворов, все крестьянские, население составляло 97 человек, из них 96 немцев и 1 русский. Постановлением Президиума КрымЦИКа «Об образовании новой административной территориальной сети Крымской АССР» от 26 января 1935 года был создан немецкий национальный (лишённый статуса национального постановлением Оргбюро ЦК КПСС от 20 февраля 1939 года) Тельманский район (с 14 декабря 1944 года — Красногвардейский) Найдорф, с населением 111 человек включили в его состав. Вскоре после начала Великой Отечественной войны, 18 августа 1941 года крымские немцы были выселены, сначала в Ставропольский край, а затем в Сибирь и северный Казахстан.
После освобождения Крыма от фашистов, 12 августа 1944 года было принято постановление № ГОКО-6372с «О переселении колхозников в районы Крыма» по которому в район из областей Украины и России переселялись семьи колхозников, а в начале 1950-х годов последовала вторая волна переселенцев из различных областей Украины. С 25 июня 1946 года Мурзаллар-Кемельчи в составе Крымской области РСФСР. Указом Президиума Верховного Совета РСФСР от 18 мая 1948 года, Найдорф переименовали в Николаево. 26 апреля 1954 года Крымская область была передана из состава РСФСР в состав УССР. Время включения в Даниловский сельсовет пока не установлено: на 15 июня 1960 года село уже числилось в его составе. Ликвидировано к 1968 году (согласно справочнику «Крымская область. Административно-территориальное деление на 1 января 1968 года» — в период с 1954 по 1968 годы), как село Петровского сельсовета.